# Artrosis
Artrosis er et polsk gothic metal band grundlagt i 1995 i Zielone Góra.

## Medlemmer
- Magdalena Stupkiewicz-Dobosz "Medeah" – vokal (1995-)
- Maciej Niedzielski – keyboard (1995-2005, 2011-)
- Rafał "Grunthell" Grunt – guitar (1999-2002, 2011-)